# 動物園駅 (重慶市)
動物園駅（どうぶつえん-えき）は、中華人民共和国重慶市九竜坡区に位置する重慶軌道交通2号線の駅である。駅番号は213。

## 駅構造
当駅は高架駅で、2階に改札口、3階にホームがある。ホームの形状は単式2面2線（山手線渋谷駅のホームと同じ構造）で、ホームドアが設置されている。
| のりば (3F) | 単式ホーム               |
| のりば (3F) | ←■2号線 大坪・較場口方面 |
| のりば (3F) | 単式ホーム               |
| のりば (3F) | ■2号線 新山村方面→       |

## 駅周辺
- 重慶市動物園 - 駅名の由来。
- 九竜広場
- 育竜遊泳館
- 広厦経典小区
- 九竜坡区政府

## 歴史
- 2005年6月18日 - 当時終着駅として開業。
- 2006年7月1日 - 第2期工事路線大堰村駅～新山村駅間開業に伴い、途中駅となる。

## 隣の駅
重慶軌道交通
■2号線
楊家坪駅 (212) - 動物園駅 (213) - 大堰村駅 (214)